# National Gallery of Art
Narodowa Galeria Sztuki (ang. National Gallery of Art) – galeria sztuki założona w 1937 w Waszyngtonie przez Kongres Stanów Zjednoczonych na bazie zbiorów sztuki Andrew Mellona.
Jej zbiory opierają się na dziełach przekazanych przez prywatnych kolekcjonerów. Do najważniejszych artystów, których obrazy można tam znaleźć, należą: Albrecht Dürer, El Greco, Édouard Manet, Jan Vermeer.

## Historia
Pomysłodawcą tej galerii był amerykański kolekcjoner, Andrew Mellon, który od początku lat 20. zbierał dzieła, które mogłyby zasilić Narodową Galerię. Po jego śmierci temat ten podjął Kongres, który zatwierdził wystawienie budynku w stołecznym parku National Mall. Architektem, któremu powierzono przygotowanie projektu był popularny ówcześnie John Russell Pope. Zatwierdził go sam prezydent Franklin Delano Roosevelt. Projekt ten zachęcił do upubliczniania swoich kolekcji wielu innych mecenasów.
Drugi z budynków, wschodni, powstał w latach 70. XX wieku, zaprojektował go Ieoh Ming Pei. Został ukończony w 1978 roku, w ceremonii otwarcia uczestniczył Jimmy Carter. Znajduje się w nim ekspozycja sztuki współczesnej: obrazów, rzeźb i rysunków, a także centra badawcze i biura.
Ostatnią częścią inwestycji jest National Gallery of Art Sculpture Garden (Ogród Rzeźb), w którym znaleźć można należącą do muzeum kolekcję prac współczesnych rzeźbiarzy.

## Galeria obrazów

Jan van Eyck, Zwiastowanie
Albrecht Dürer, Portret mężczyzny
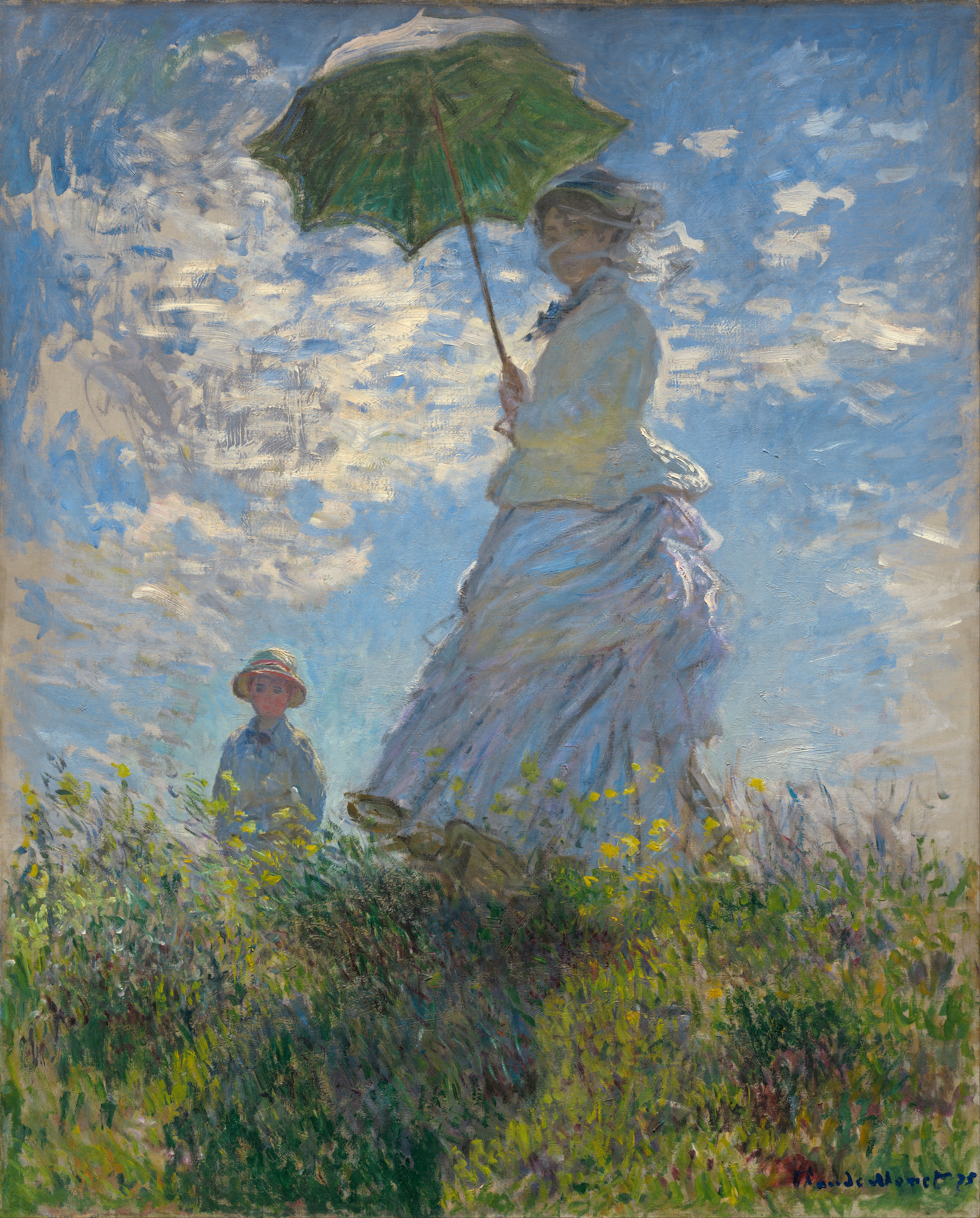
Claude Monet, Camille Monet i syn Jean na pagórku
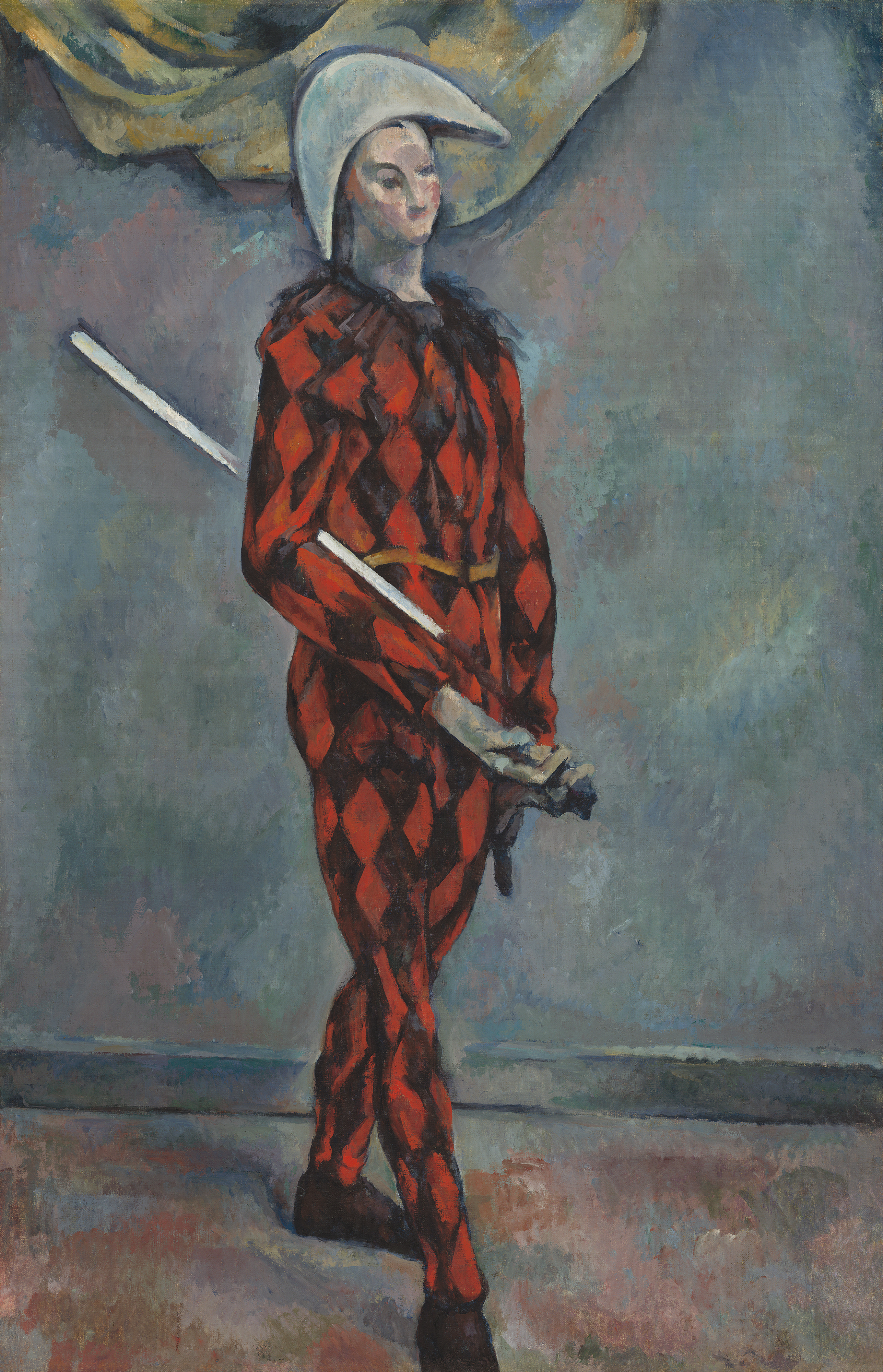
Paul Cézanne, Arlekin
Francisco Goya, Portret markizy de Pontejos